# Woodstock (documental)
Woodstock: 3 Days of Peace & Music (Woodstock: 3 días de paz y música) es un documental estadounidense de 1970 que narra los hechos ocurridos en el Festival de Woodstock que tuvo lugar en agosto de 1969 en Bethel, Nueva York. La publicación Entertainment Weekly la considera punto de referencia de películas de conciertos, y la cataloga como una de las mejores películas de entretenimiento mejor realizadas. La película fue dirigida por Michael Wadleigh y editada por Martin Scorsese y Thelma Schoonmaker (entre otros), esta última nominada a los Premios Óscar de la Academia como mejor montaje.
La película recibió el premio Óscar al mejor documental de 1970, así como una nominación como Mejor Sonido. También fue exhibido en la edición del Festival de Cannes de 1970 fuera de competencia. En 1994, fue relanzada una nueva edición de esta película con 220 minutos adicionales.
Ambas versiones se toman libertades con la línea temporal del festival, respetando sin embargo la apertura y el cierre (Richie Havens abre la película, y Jimi Hendrix la cierra). 
En 1996, Woodstock fue seleccionada para su conservación en los archivos de la National Film Registry de la Biblioteca del Congreso de los Estados Unidos por ser "cultural, histórica o estéticamente significativa". Una edición en formato DVD y Blu-ray de la película, que salió a la venta el 9 de junio de 2009 contiene material adicional nunca antes exhibido en la cinta original e incluye una ampliación de las actuaciones de los artistas que actuaron en el concierto y nuevas imágenes de artistas que no salieron en la cinta original, como Creedence Clearwater Revival.

## Artistas por orden de aparición
| N.º | Cantante / Grupo               | Título de la canción                                                      |
| 1.  | Crosby, Stills & Nash          | "Long Time Gone"                                                          |
| 2.  | Canned Heat                    | "Going Up the Country"                                                    |
| 3.  | Crosby, Stills & Nash          | "Wooden Ships"                                                            |
| 4.  | Richie Havens                  | "Handsome Johnny"                                                         |
| 5.  | Richie Havens                  | "Freedom" / "Sometimes I Feel Like a Motherless Child"                    |
| 6.  | Canned Heat                    | "A Change Is Gonna Come"                                                  |
| 7.  | Joan Báez                      | "Joe Hill"                                                                |
| 8.  | Joan Báez                      | "Swing Low Sweet Chariot"                                                 |
| 9.  | The Who                        | "We're Not Gonna Take It" / "See Me, Feel Me"                             |
| 10. | The Who                        | "Summertime Blues"                                                        |
| 11. | Sha Na Na                      | "At the Hop"                                                              |
| 12. | Joe Cocker and the Grease Band | "With a Little Help from My Friends"                                      |
| 13. | Público                        | "Crowd Rain Chant"                                                        |
| 14. | Country Joe and the Fish       | "Rock and Soul Music"                                                     |
| 15. | Arlo Guthrie                   | "Coming Into Los Angeles"                                                 |
| 16. | Crosby, Stills & Nash          | "Suite: Judy Blue Eyes"                                                   |
| 17. | Ten Years After                | "I'm Going Home"                                                          |
| 18. | Jefferson Airplane             | "Saturday Afternoon" / "Won't You Try"                                    |
| 19. | Jefferson Airplane             | "Uncle Sam's Blues"                                                       |
| 20. | John Sebastian                 | "Younger Generation"                                                      |
| 21. | Country Joe McDonald           | "The "Fish" Cheer / I-Feel-Like-I'm-Fixin'-To-Die Rag"                    |
| 22. | Santana                        | "Soul Sacrifice"                                                          |
| 23. | Sly and the Family Stone       | "Dance to the Music" / "I Want to Take You Higher"                        |
| 24. | Janis Joplin                   | "Work Me, Lord"                                                           |
| 25. | Jimi Hendrix                   | "Voodoo Child (Slight Return)" (llamado "Voodoo Chile" en la película) ** |
| 26. | Jimi Hendrix                   | "The Star-Spangled Banner"                                                |
| 27. | Jimi Hendrix                   | "Purple Haze"                                                             |
| 28. | Jimi Hendrix                   | "Woodstock Improvisation"                                                 |
| 29. | Jimi Hendrix                   | "Villanova Junction"                                                      |
| 30. | Crosby, Stills, Nash & Young   | "Woodstock" / "Find the Cost of Freedom"                                  |

## Edición de 1994
En 1994 salió a la venta una edición especial de la película en la que se agregaron cuarenta minutos e incluye las actuaciones de Canned Heat, Jefferson Airplane y Janis Joplin omitidas en la versión original. Se agregaron dos números adicionales a la presentación de Jimi Hendrix. Algunas escenas de multitudes en la cinta original fueron cambiadas por material inédito.
Después de los créditos de cierre (con Crosby, Stills and Nash cantando Find the Cost of Freedom) se muestra una lista con los nombres de destacadas personalidades y activistas del movimiento hippie o que habían influido en la llamada "Generación Woodstock", como John F. Kennedy, Malcolm X, el Che Guevara, Martin Luther King Jr., Cass Elliot, Jim Morrison, John Lennon, Max Yasgur (dueño del terreno donde se hizo el concierto), Abbie Hoffman, Paul Butterfield, Keith Moon, Bob Hite, Richard Manuel, Janis Joplin y Jimi Hendrix. Termina con este epitafio:
|                                                                    |
| Woodstock Generation 19**–20** R.I.P. it up Tear it up have a Ball |

## Edición aniversario
El 9 de junio de 2009, se lanzó una edición especial remasterizada del film en formatos DVD y Blu-ray. La edición 40º aniversario se encuentra disponible como un disco doble ("edición especial") y un disco triple ("edición para coleccionistas"). La película fue remasterizada y con audio remezclado (formato 5.1). Contiene dos horas adicionales de material inédito, entre ellas las actuaciones de grupos y cantantes como Joan Báez, Country Joe McDonald, Santana, The Who, Jefferson Airplane, Canned Heat, Joe Cocker, así como material de grupos y cantantes como Paul Butterfield, Creedence Clearwater Revival, Grateful Dead, Johnny Winter y Mountain, que no aparecen en ninguna de las versiones anteriores.

## Otras lecturas
- Kato, M. T. (2007). From Kung Fu to Hip Hop: Globalization, Revolution, and Popular Culture. SUNY Press. ISBN 0791469913. Archivado desde el original el 21 de marzo de 2009. Consultado el 23 de septiembre de 2010.
- Saunders, Dave (2007). Direct Cinema: Observational Documentary and the Politics of the Sixties. Londres: Wallflower Press. ISBN 1905674163.